# راک اسپرینگ (جورجیا)
راک اسپرینگ (به انگلیسی: Rock Spring) یک منطقهٔ مسکونی در ایالات متحده آمریکا است که در جورجیا واقع شده‌است. راک اسپرینگ ۶٬۵۴۸ نفر جمعیت دارد.